# Järbo socken, Dalsland
Järbo socken i Dalsland ingick i Valbo härad, ingår sedan 1974 i Färgelanda kommun och motsvarar från 2016 Järbo distrikt.
Socknens areal är 64,97 kvadratkilometer varav 64,19 land. År 2000 fanns här 381 invånare.  Sockenkyrkan Järbo kyrka ligger i socknen.   

## Administrativ historik
Socknen har medeltida ursprung. 
Vid kommunreformen 1862 övergick socknens ansvar för de kyrkliga frågorna till Järbo församling och för de borgerliga frågorna bildades Järbo landskommun. Landskommunen uppgick 1952 i Högsäters landskommun som 1974 uppgick i Färgelanda kommun. Församlingen uppgick 2010 i Järbo-Råggärds församling och är sedan 2022 en del av Färgelanda-Högsäters församling.
1 januari 2016 inrättades distriktet Järbo, med samma omfattning som församlingen hade 1999/2000.  
Socknen har tillhört län, fögderier, tingslag och domsagor enligt vad som beskrivs i artikeln Valbo härad. De indelta soldaterna tillhörde Västgöta-Dals regemente och Vedbo kompani.

## Geografi
Järbo socken ligger väster om Mellerud kring Valboån. Socknen är utanför ådalen en mossrik skogsbygd med höjder som i Kroppefjäll i norr når 238 meter över havet.
Socknen består av 25 hemman där Önne är det mest kända då det beboddes av västgöten Georg Carl von Döbeln (1758–1820) från 1793 fram till 1805. Han bodde där med sin hushållerska (senare hustru) Kristina Ullström. 
Hembygdsgården Vinnsäter är en mycket väl bevarad 1800-talsgård med en Dalslandsstuga, gården ligger nära Järbo kyrka. I närheten av kyrkan går starten för Karolinerloppet, en längdskidtävling som går över Kroppefjäll varje år när vädret medger.
Kyrkorten Järbo hade fram till 1964 en järnvägsstation i Skällsäter på Uddevalla–Lelångens Järnväg. Byggnaden finns kvar ännu idag. I Järbo fanns vid denna tid 4 affärer, skola och postkontor. De kulturminnesmärkta godisfyllda varuautomaterna finns alltjämt kvar.

## Fornlämningar
Tre boplatser och fem hällkistor från stenåldern har påträffats. Från järnåldern finns gravhögar, stensättningar och fem gravfält.

## Namnet
Namnet skrevs 1531 Jerbode och kommer från en bebyggelse vid kyrkan. Efterleden innehåller plural av bod, 'byggnad'. Förleden innehåller troligen iädur, 'kant, rand' syftande på den markerade bergkanten ovanför sluttningen kyrkan ligger på.
Före 1877 skrevs namnet även Järboda socken och Jernboda socken.
Vid folkräkningen 1870 skrevs socknen som Jerbo men namnvarianten Jerboda fanns också medtagen.

## Befolkningsutveckling
| Befolkningsutvecklingen i Järbo socken, Dalsland 1750–1990                                              | Befolkningsutvecklingen i Järbo socken, Dalsland 1750–1990 | Befolkningsutvecklingen i Järbo socken, Dalsland 1750–1990 | Befolkningsutvecklingen i Järbo socken, Dalsland 1750–1990 | Befolkningsutvecklingen i Järbo socken, Dalsland 1750–1990 |
| --- | ---------------------------------------------------------- | ---------------------------------------------------------- | ---------------------------------------------------------- | ---------------------------------------------------------- |
| |                                                            |                                                            |                                                            |                                                            |
| År |                                                            |                                                            | Folkmängd                                                  |                                                            |
| 1750 | 1750                                                       |                                                            | 604                                                        |                                                            |
| 1760 | 1760                                                       |                                                            | 609                                                        |                                                            |
| 1769 | 1769                                                       |                                                            | 620                                                        |                                                            |
| 1780 | 1780                                                       |                                                            | 670                                                        |                                                            |
| 1790 | 1790                                                       |                                                            | 614                                                        |                                                            |
| 1810 | 1810                                                       |                                                            | 624                                                        |                                                            |
| 1820 | 1820                                                       |                                                            | 700                                                        |                                                            |
| 1830 | 1830                                                       |                                                            | 773                                                        |                                                            |
| 1840 | 1840                                                       |                                                            | 938                                                        |                                                            |
| 1850 | 1850                                                       |                                                            | 1 276                                                      |                                                            |
| 1860 | 1860                                                       |                                                            | 1 429                                                      |                                                            |
| 1870 | 1870                                                       |                                                            | 1 490                                                      |                                                            |
| 1880 | 1880                                                       |                                                            | 1 558                                                      |                                                            |
| 1890 | 1890                                                       |                                                            | 1 306                                                      |                                                            |
| 1900 | 1900                                                       |                                                            | 1 223                                                      |                                                            |
| 1910 | 1910                                                       |                                                            | 1 125                                                      |                                                            |
| 1920 | 1920                                                       |                                                            | 1 010                                                      |                                                            |
| 1930 | 1930                                                       |                                                            | 941                                                        |                                                            |
| 1940 | 1940                                                       |                                                            | 896                                                        |                                                            |
| 1950 | 1950                                                       |                                                            | 784                                                        |                                                            |
| 1960 | 1960                                                       |                                                            | 676                                                        |                                                            |
| 1970 | 1970                                                       |                                                            | 540                                                        |                                                            |
| 1980 | 1980                                                       |                                                            | 470                                                        |                                                            |
| 1990 | 1990                                                       |                                                            | 387                                                        |                                                            |
| Anm: Källor: Umeå universitet - Tabellverket 1749-1859, Demografiska databasen, CEDAR, Umeå universitet |                                                            |                                                            |                                                            |                                                            |